# دو گسپریس (دهانه)
دو گسپریس یک دهانه برخوردی در ماه‌ است.